# جبل لبنان
جبل لبنان (بالسريانية: ܣܘܪܝܝܐ طور لِبنون) هي منطقة جبلية تمتد على طول لبنان بشكل يوازي البحر الأبيض المتوسط لمسافة 160 كم ويعرف الجزء الشرقي منها والذي يقع بأكمله في سوريا بسلسلة جبال القلمون. يبلغ ارتفاع أعلى قمة للسلسلة الجبلية في قرنة السودا حوالي 3,088 م. بما يجعلها أعلى قمة في لبنان وبلاد الشام.

## التاريخ

صورة لعلم جبل لبنان في فترة (1848-1920)

تاريخيا كان جبل لبنان الموطن الأصلي للفينيقيين الذين استعملوا أخشابه في بناء سفنهم التي أبحرت في إرجاء البحر الأبيض المتوسط. كما قاموا بتصدير الخشب إلى الشعوب المحيطة مثل الأكديين والآشوريين من بعدهم والمصريين القدماء. كما قام الملك سليمان بحسب التوراة باستيراد خشب الأرز لاستعماله في بناء هيكل سليمان. ويبدو أن الفينيقيين قاموا بتشجير الغابات بصورة متواصلة إذ إن الجبال ظلت مغطاة بالأحراج الكثيفة كما انتشرت الأسود والدببة والقطط البرية والغزلان حتى مجيء العثمانيين في القرن السادس عشر.
بدأ أتباع مار مارون بالتقاطر على الجبل بحثا عن الوحدة والتنسك، وقد بدؤوا منذ ذلك الحين بنشر المسيحية بين سكان المناطق الشمالية المحاذية للجبل في وادي نهر العاصي. سكن المردة ابتداءً من القرن الثامن أجزاءً من الجبل بعد ملاحقتهم من قبل البيزنطيين لأسباب طائفية، وقد تحالف هؤلاء تارة مع الأمويين والعباسيين ضد بعضهم وتارة أخرى مع البيزنطيين. وبعد سقوط عكا آخر معاقل الصليبيين في أيدي المماليك استوطن ما تبقى من الأوروبيين الأطراف الشمالية للجبل واندمجوا مع الموارنة. كانت اللغة السريانية هي اللغة الأكثر انتشارا في تلك المناطق حتى القرن السادس عشر عندما بدأت العربية تأخذ مكانها.
في القرن التاسع بدأت قبائل التنوخيين القادمة من جبل السماق شمالي حلب بالاستوطان في الجزء الجنوبي من الجبل، ومن ثم اعتنقوا الديانة الدرزية وحكموا منطقة تمتد من المتن شمالا حتى جزين جنوبا فعرفت تلك المناطق منذ ذلك الحين بجبل الدروز. وفي بداية القرن السابع عشر سمح الأمير فخر الدين الثاني للموارنة بالسكن في أجزاء من المتن والشوف.
استمر استيطان الموارنة للمناطق ذات الأغلبية الدرزية في جبل لبنان، في حين بدأ الدروز يشعرون بالخطر لما اعتقدوا بأن الموارنة قد ينافسونهم على السيطرة على المنطقة مما أدى إلى اشتباكات في الأربعينات والخمسينات من القرن التاسع عشر تطورت إلى حرب أهلية عام 1860. أدت هذه الأحداث إلى تدخل القوة الأوروبية وخاصة بريطانيا وفرنسا وتقسيم الجبل إلى قسم ماروني في الشمال والوسط واخر درزي في الجنوب. كما تأسست متصرفية جبل لبنان ذات الحكم الذاتي سنة 1861 والتي هيمن عليها الموارنة. وشكل المسيحيون غالبية سكان جبل لبنان، مع وجود عدد كبير من الموحدون الدروز. وتشكل النظام الحاكم والاجتماعي في متصرفية جبل لبنان من الثنائية المارونية - الدرزية، وسمح الاستقرار الأمني والتعايش الدرزي-الماروني في المتصرفية بتطور الاقتصاد ونظام الحكم. بعد الحرب العالمية الأولى قام الانتداب الفرنسي بتوسيع رقعتها على حساب ولاية سوريا بحيث شملت كامل لبنان بحدوده الحالية.

## سياسياً
هناك عدة كيانات سياسية على مر التاريخ أطلق عليها تسمية جبل لبنان:
- ولاية عثمانية شبه مستقلة منذ سنة 1516.
- متصرفية جبل لبنان تأسست برعاية فرنسية سنة 1861 بعد الحرب الأهلية في العام السابق.[4]
- محافظة جبل لبنان الحالية وتتكون من أقضية بعبدا والشوف وعالية والمتن وكسروان وجبيل.

## معرض الصور

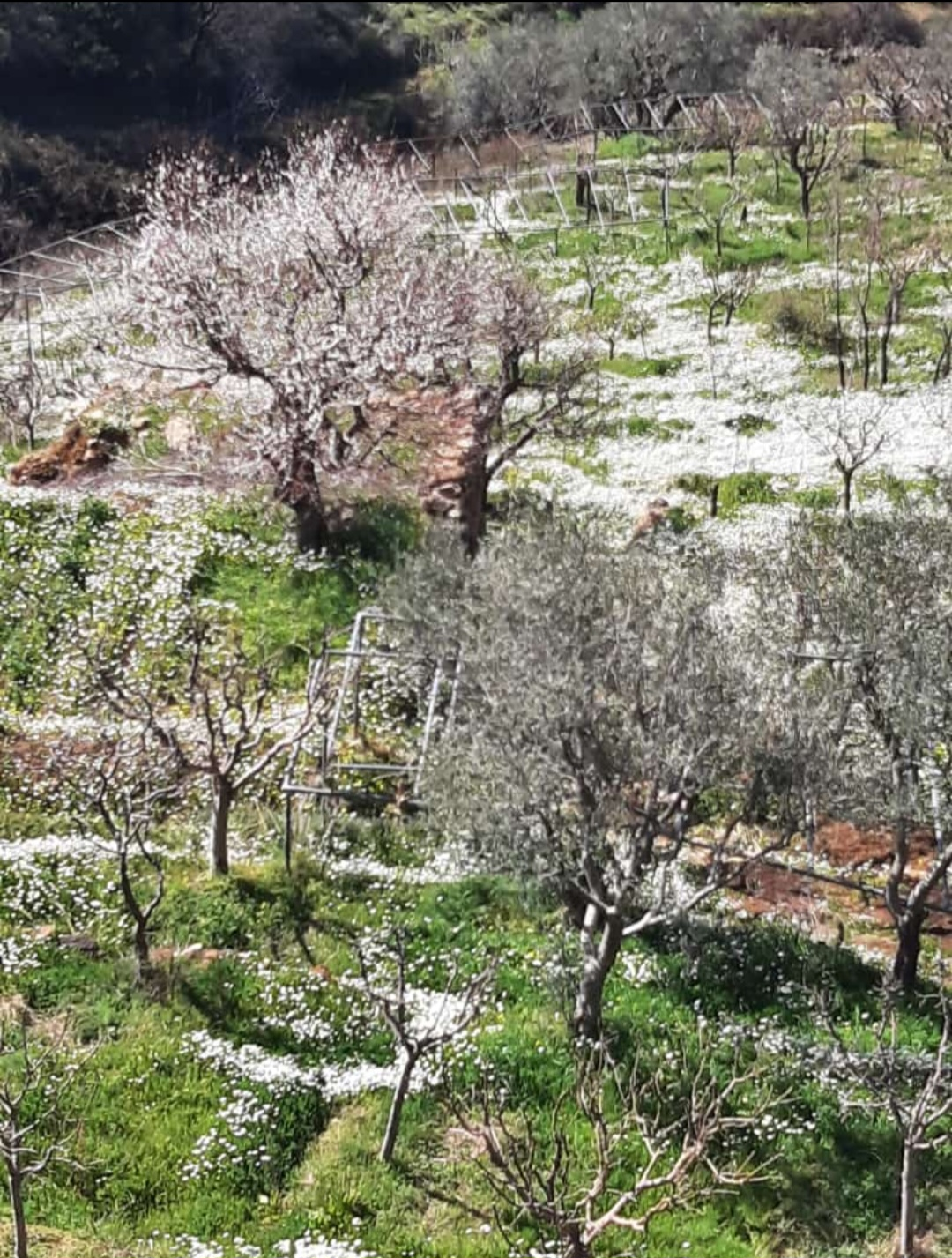
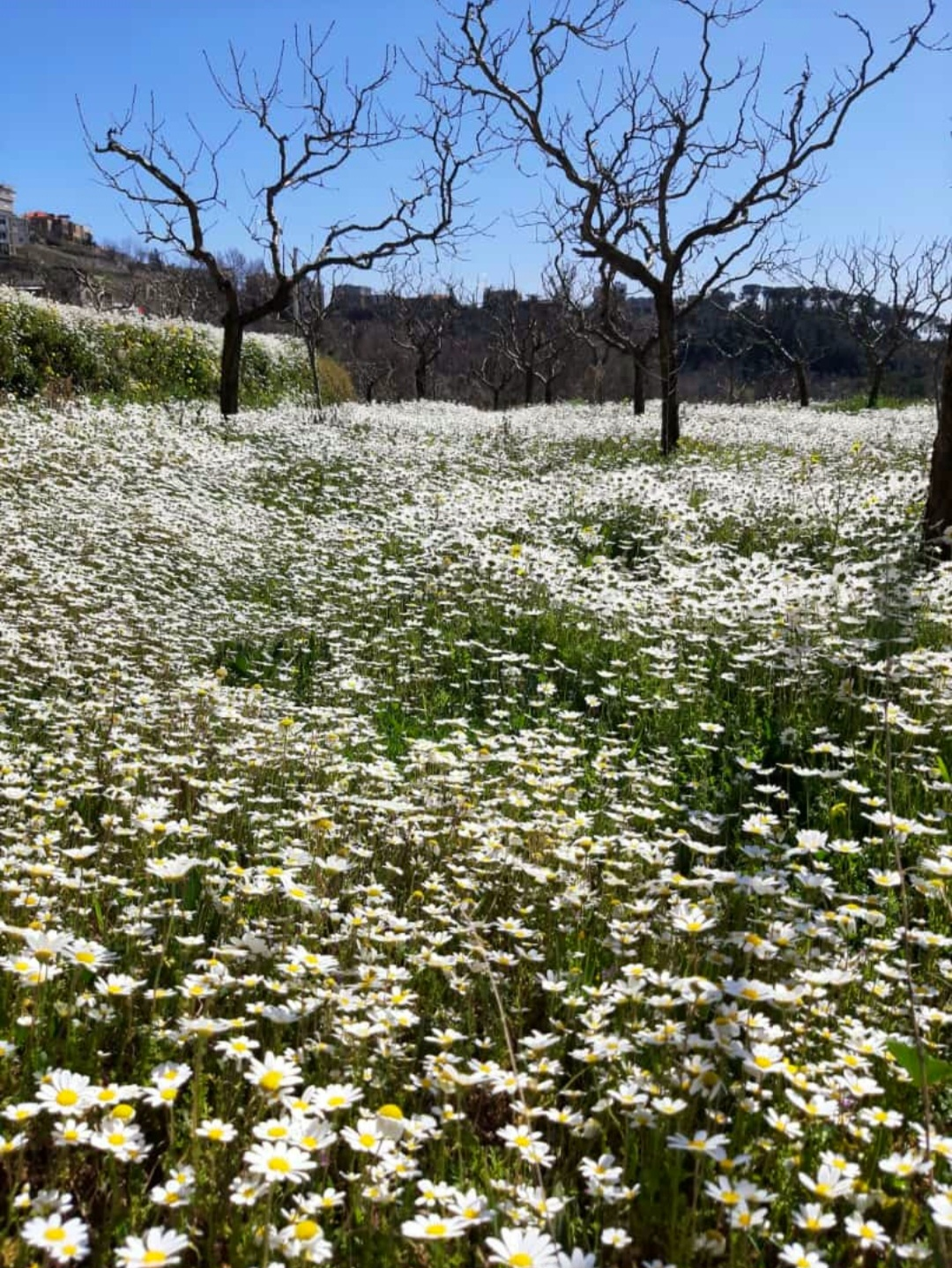
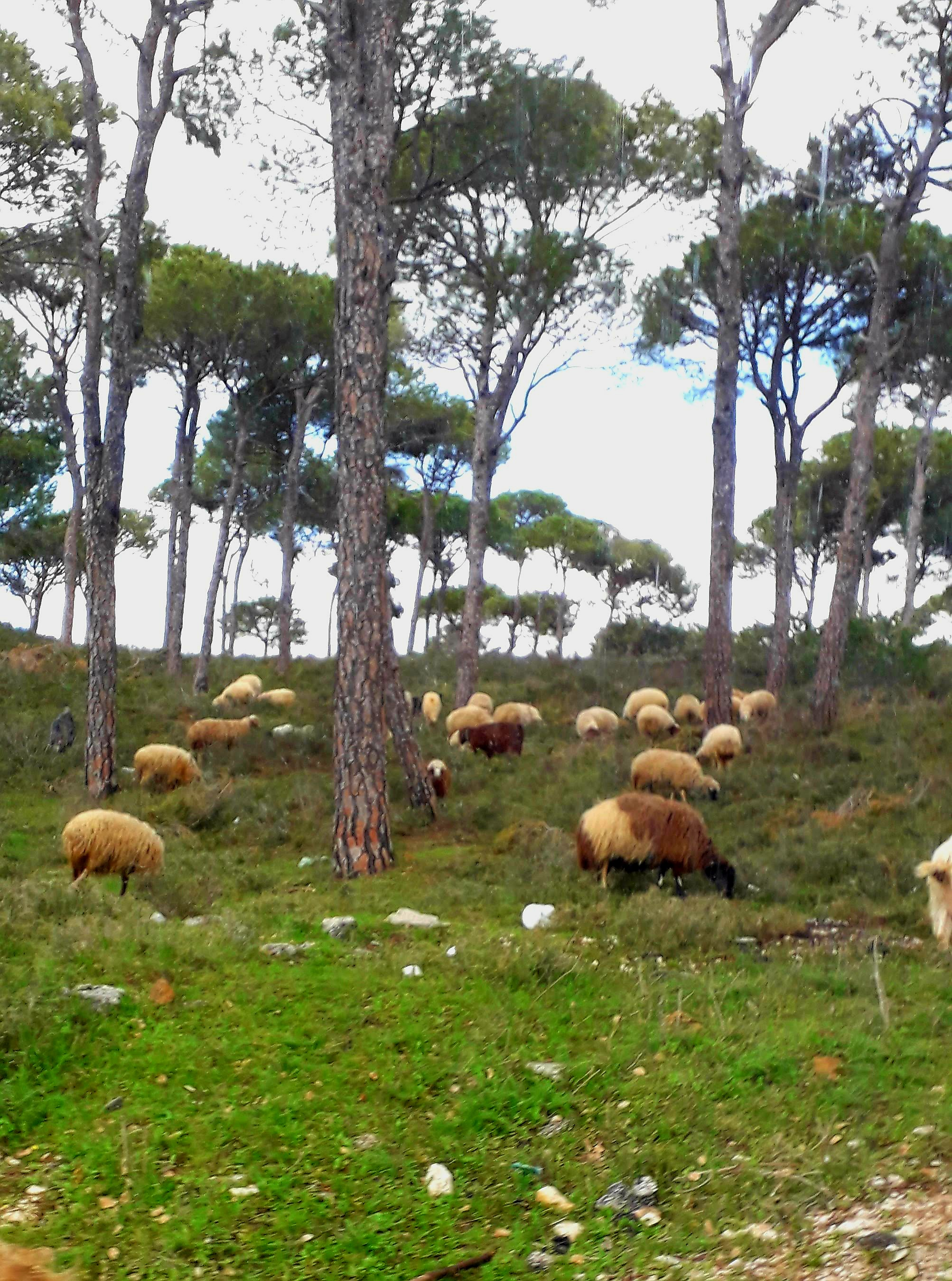